# Odin (satellite)
Pour les articles homonymes, voir Odin.
Odin  est un satellite de l'agence spatiale suédoise placé en orbite en 2001 qui étudie l'ozone dans l'atmosphère terrestre et les molécules présentes dans les objets astronomiques tels que les nuages interstellaires, les comètes, etc. Sa mission doit durer au moins jusqu'à fin 2012.

## Objectifs scientifiques
Le satellite Odin intervient à la fois dans les domaines de l'aéronomie et de l'astronomie :
- en aéronomie, Odin doit étudier la formation et la détérioration de l'ozone dans l'atmosphère terrestre et l'évolution du trou dans la couche d'ozone.
- en astronomie, le satellite doit rechercher la présence de molécules dans les objets astronomiques tels que les protoétoiles, les comètes, les galaxies proches et les nuages interstellaires[1].

## Caractéristiques techniques
Odin est un petit satellite de 250 kg dont 80 kg de charge utile. De forme cubique, il est haut de  deux mètres et son envergure de 1,1 mètre passe à 3,8 mètres lorsque les panneaux solaires, qui fournissent 340 watts, sont déployés. Il est stabilisé 3 axes. Les données sont transmises à la station au sol d'Esrange (Suède)  avec un débit de 720 kilobits par seconde. Odin dispose d'une mémoire de masse ayant une capacité supérieure à 100 Mo.

### Instruments scientifiques
Le satellite embarque un radiotélescope fonctionnant dans la bande millimétrique avec une antenne de 1,1 mètre de diamètre de type Cassegrain à foyer décentré. La précision de pointage est de 15 arcsecondes en mode observation et de 1,2 arcminute en mode balayage. Un radiomètre (SMR) utilise les signaux du radiotélescope dans les bandes de fréquence 118,25–119,25 GHz, 486–504 GHz et 541–580 GHz. Le récepteur est équipé d'un spectromètre acousto-optique (SAO) et de deux auto-corrélateurs (AC1 et AC2). La bande passante instantanée maximale est de 1 Ghz.
Par ailleurs le satellite embarque un spectromètre, OSIRIS, utilisant sa propre optique alignée sur l'axe de l'antenne et fonctionnant dans les bandes ultraviolet et proche infrarouge. L'instrument est utilisé pour les observations d'aéronomie dans les longueurs d'onde 200-800 nm (lumière visible et ultraviolet) et 1 270 nm (infrarouge). La résolution en lumière visible est de 1 nm et infrarouge de 10 nm.

## Historique
Odin est un satellite suédois développé en coopération avec les agences spatiales de la Suède, du Canada, de la Finlande et de la France. L'agence spatiale finlandaise TEKES (en), l'agence canadienne fournit le spectromètre OSIRIS tandis que le laboratoire français du CSER fournit le spectromètre SAO. Le satellite est construit par la Swedish Space Corporation (Rymdbolaget), entreprise du secteur public dédiée à l’activité spatiale. 
Le satellite est lancé le  20 février 2001 par une fusée russe Start-1 depuis la base de Svobodny en Sibérie orientale et placée sur une orbite héliosynchrone à une altitude de 600 km avec une inclinaison de 98°. 
La durée nominale de la mission est de deux ans mais les résultats scientifiques obtenus et les bonnes performances techniques du satellite ont justifié le prolongement de la mission au moins jusqu'à fin 2012. Depuis janvier 2007, l'Agence spatiale européenne apporte son soutien financier à la mission dans le cadre des études climatologiques qu'elle mène. Depuis cette date, Odin est utilisé uniquement pour les missions d'aéronomie.

### Résultats scientifiques
Odin a permis d'observer les répartitions géographiques du monoxyde de carbone et des isotopes de la vapeur d'eau ainsi que l'évolution des concentrations des constituants chimiques dont l'ozone au niveau de la stratosphère notamment au-dessus des pôles. 
Odin a observé la présence d'eau dans une dizaine de comètes, déterminé avec une grande précision sa quantité dans l'atmosphère de Mars et détecté l'émission d'ammoniaque dans une étoile riche en carbone. Les observations effectuées sur une longue durée dans la direction d'Orion et du centre galactique ont révélé une très faible abondance d'oxygène moléculaire en contradiction avec les théories en cours. 